# أنديزيت
الأنديزيت هي من إحدى الصخور المتواجدة في مناطق الطمر و تتميز بتركيب كيميائي مما تشكل مع صخرة الكرانيت صهارة واحدة، مما تنتج هده الصهارة انصهار جزئي لرداء الصفيحة الصخرية الراكبة تحت تاثير الحرارة و الماء من طرف القشرة المحيطية المنغرزة.
أثناء صعود الصهارة يتبلور جزء منها في العمق ليعطي مثلا الكرانيث دي بنية محببة و في حالة وصول صهارة إلى السطح تعطي صخورا بركانية دات بنية ميكرولوتية كالأندزيت.